# Mouvement Antilles nouvelles

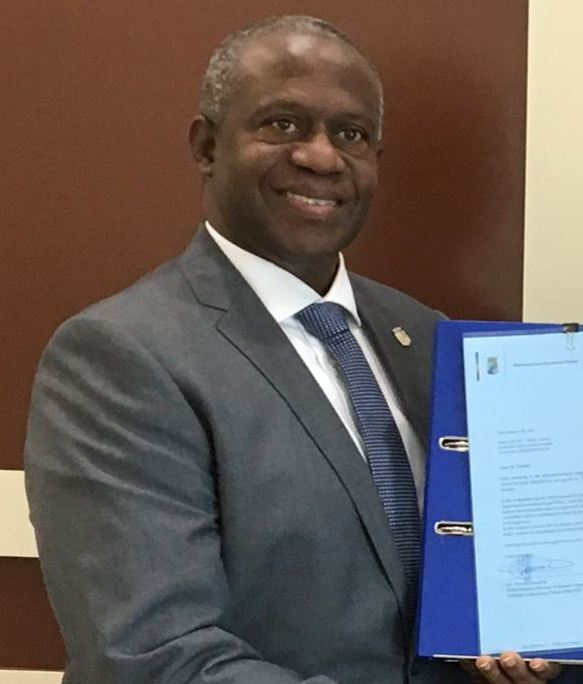
Hensley Koeiman.

Le Mouvement Antilles nouvelles (New Antilles Movement) est un parti politique de Curaçao. Il est membre de l'Internationale socialiste et associé de la COPPPAL.